# Universiteit van Canterbury
De Universiteit van Canterbury te Christchurch (Nieuw-Zeeland) werd in 1873 gesticht als Canterbury College. Canterbury is de naam van de grote regio langs de oostkust van het noordelijk deel van het Zuidereiland van Nieuw-Zeeland. Het was de tweede universiteit in het land. De eerste universiteit was in 1869 gesticht te Dunedin in de regio Otago in het zuidoostelijk deel van het Zuidereiland.

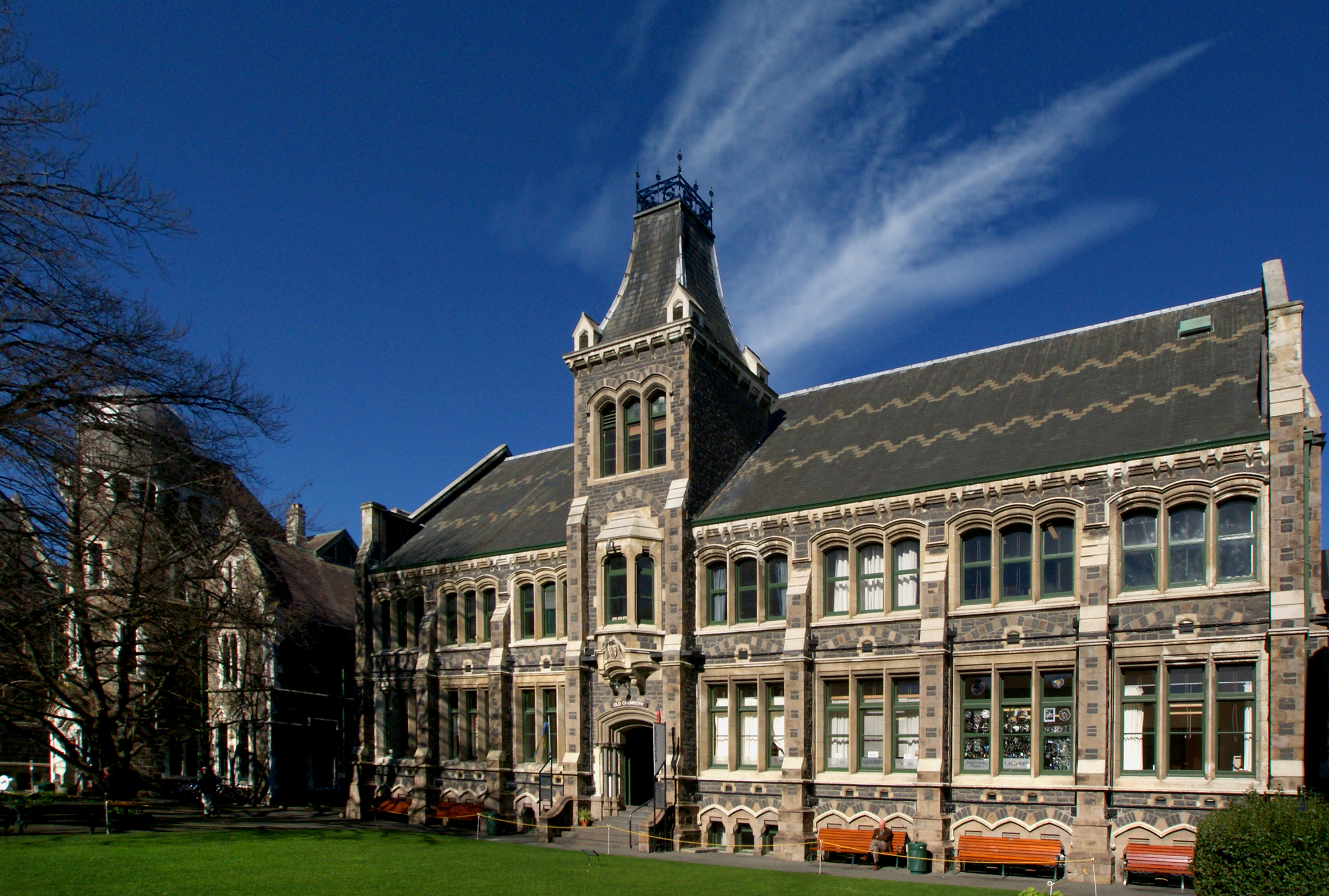
Oud hoofdgebouw universiteit Canterbury, nu Christchurch Art Centre

De structuur van de universiteit was dezelfde als die van de Universiteit van Cambridge en de Universiteit van Oxford in Engeland. De universiteit was gehuisvest in het centrum van Christchurch, in gebouwen in de klassiek neogotische Engelse stijl. Tussen 1961 en 1975 verhuisde de universiteit in stappen naar een nieuwe campus in de westelijker gelegen wijk Ilam. 
Er zijn vijf faculteiten, genaamd: 
- College of Arts,
- College of Education, Health and Human Development,
- College of Engineering,
- College of Science,
- College of Business and Law.

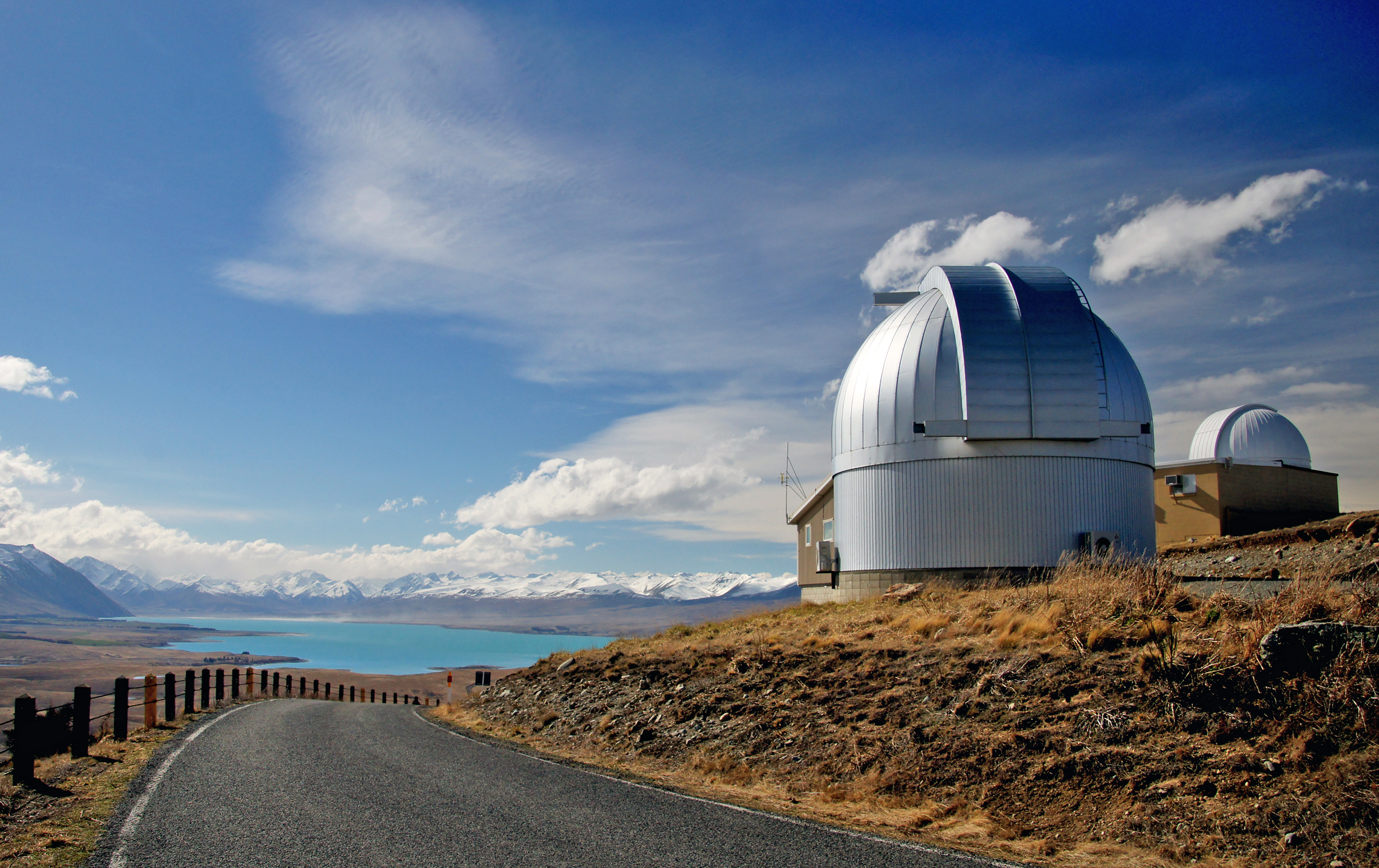
Mt John Observatory bij Tekapo, NZ

De universiteit heeft buitenposten in Kaikoura, Cass, Westport en Harihari (South Westland), op de Snareseilanden, op Antarctica, zowel als Nieuw-Zeelands belangrijke sterrenkundige observatorium op Mount John University Observatory op een heuvel aan het meer van Tekapo op het Zuidereiland.
Eminente wetenschappers van buiten Nieuw-Zeeland kunnen worden uitgenodigd als gastdocent met een Erskine Fellowship. Voor deze gastdocenten (ongeveer 70 per jaar) worden de reiskosten en het verblijf van drie maanden vergoed.

## Ilam Campus

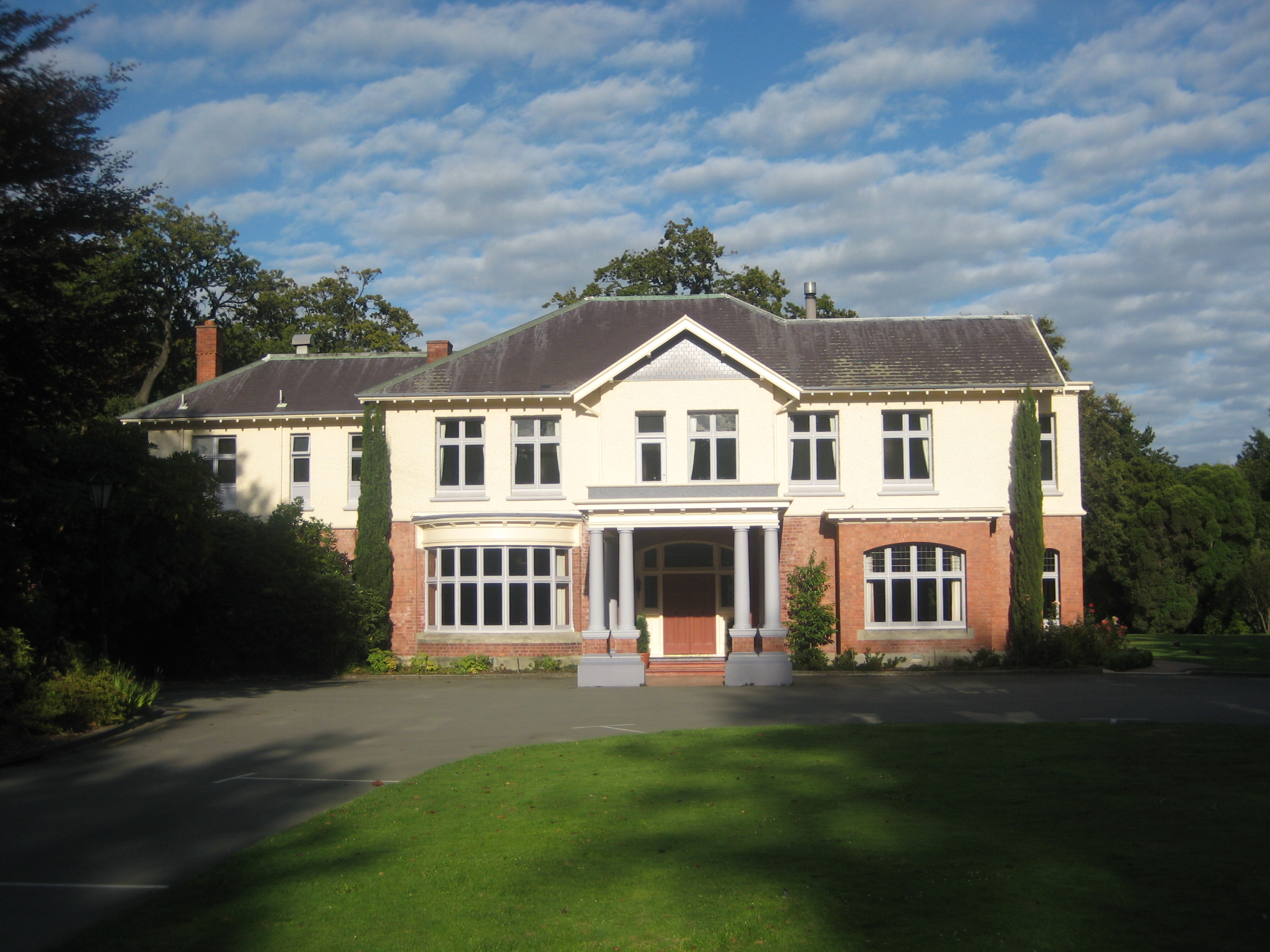
Ilam Homestead, tegenwoordig de University of Canterbury Staff Club, was in de jaren vijftig de woning van Juliet Hulme en haar familie.

In 1954 vond in Christchurch de Parker Hulme-moordzaak plaats. Juliet Hulme (later bekend als Anne Perry) was de 15-jarige dochter van Henry Rainsford Hulme, rector van de University of Canterbury. Samen met haar 16-jarige vriendin Pauline Parker vermoordde zij Honorah Rieper, de moeder van Pauline. In deze periode woonde Juliet met haar familie op het universiteitsterrein in Ilam Homestead (nu de University of Canterbury Staff Club), waar ook de opnames voor de, op deze zaak gebaseerde, film Heavenly Creatures (1994) plaatsvonden.